# Вьонзов
Вьо̀нзов или Вьо̀нзув (на полски: Wiązów; на немски: Wansen; на латински: Vansovia) е град в Югозападна Полша, Долносилезко войводство, Стшелински окръг. Административен център е на градско-селската Вьонзовска община. Заема площ от 9,16 км2.

## Население
Според данни от полската Централна статистическа служба, към 31 декември 2014 г. населението на града възлиза на 2 299 души. Гъстотата е 251 души/км2.